# Временная правящая хунта Панамы
Временная правящая хунта Панамы (исп. Junta Provisional de Gobierno de Panamá) — временное правительство, управлявшее Панамой после провозглашения независимости до создания постоянных органов власти.

## История
Вечером 3 ноября 1903 года в городе Панама было провозглашено отделение Панамы от Колумбии. Узнав о происходящем, глава Муниципального совета округа Панама Деметрио Брид собрал 4 ноября 1903 года открытое заседание Муниципального совета на городской площади, где была избрана Временная правящая хунта Панамы, состоящая из Хосе Агустина Аранго, Федерико Бойда и Томаса Ариаса. В США тут же была послана делегация из Мануэля Амадора, Федерико Бойда и Пабло Аросемены для обсуждения вопросов, связанных с Панамским каналом, однако по прибытии на место она обнаружила, что США уже только что заключили соответствующий договор. Затем в состав Хунты был введён Мануэль Эспиноса Батиста, который замещал Бойда с 9 ноября по 7 декабря.
Правящая Хунта назначила Кабинет министров:
- министр правительства — Эусебио Моралес,
- министр внешних сношений — Франсиско де ла Эсприэльа,
- министр юстиции — Карлос Антонио Мендоса,
- министр армии и флота — Никанор де Обаррио,
- министр финансов — Мануэль Амадор,
- министр общественных инструкций — Хулио Фабрега.

В феврале 1904 года в Панаме собрался Конституционный национальный конвент под председательством Пабло Аросемены, который избрал Мануэля Амадора первым официальным президентом страны.